# Девід Маккеґґ
Девід Маккеґґ (англ. David McCagg, 11 грудня 1990) — американський плавець.
Чемпіон світу з водних видів спорту 1978, 1982 років.
Переможець Панамериканських ігор 1979 року.